# Mier Carriage & Buggy Company
Mier Carriage & Buggy Company war ein US-amerikanischer Hersteller von Automobilen.

## Unternehmensgeschichte
Solomon Mier gründete das Unternehmen im 19. Jahrhundert. Der Sitz war in Ligonier in Indiana. Er stellte Kutschen her. Sein Sohn A. B. Mier war ab etwa 1900 ebenfalls im Unternehmen tätig. 1908 begann die Produktion von Automobilen. Der Markenname lautete Mier. Bereits im ersten Jahr entstanden rund 100 Fahrzeuge. 1909 endete die Kraftfahrzeugproduktion.
Kutschen wurden noch bis in die 1920er Jahre hergestellt.

## Kraftfahrzeuge
1908 gab es Model A und Model B im Sortiment. Beide hatten einen Zweizylindermotor, der mit 10/12 PS angegeben war. Er war unter dem Sitz montiert und trieb über ein Friktionsgetriebe und zwei Ketten die Hinterachse an. Das Fahrgestell hatte 218 cm Radstand. Beide Modelle waren als Runabout karosseriert. Eine vordere Haube täuschte vor, dass sich darunter der Motor befinden würde. Damit sahen die Fahrzeuge moderner aus als viele Highwheeler.
1909 war die Motorleistung beider Modelle mit 12 PS angegeben. Model A war ein zweisitziger Runabout und Model B ein Doktor-Stanhope. Außerdem gab es größere und stärkere Fahrzeuge. Sie hatten einen Zweizylindermotor mit 18 PS Leistung sowie 244 cm Radstand. Model C war ein Runabout mit zwei Sitzen. Model D war sowohl als viersitziger Runabout als auch als viersitziger Surrey erhältlich.
Mindestens ein Fahrzeug existiert noch.

## Modellübersicht
| Jahr | Modell  | Zylinder | Leistung (PS) | Radstand (cm) | Aufbau                             |
| ---- | ------- | -------- | ------------- | ------------- | ---------------------------------- |
| 1908 | Model A | 2        | 10/12         | 218           | Runabout                           |
| 1908 | Model B | 2        | 10/12         | 218           | Runabout                           |
| 1909 | Model A | 2        | 12            | 218           | Runabout 2-sitzig                  |
| 1909 | Model B | 2        | 12            | 218           | Doktor-Stanhope                    |
| 1909 | Model C | 2        | 18            | 244           | Runabout 2-sitzig                  |
| 1909 | Model D | 2        | 18            | 244           | Runabout 4-sitzig, Surrey 4-sitzig |